# Algirdas Gricius
Algirdas Gricius (ur. 11 lutego 1937 w Kłajpedzie, zm. 21 października 2013 w Wilnie) – litewski polityk, fizyk, inżynier i nauczyciel akademicki, poseł na Sejm.

## Życiorys
W młodości trenował piłkę ręczną, zdobywał w tej dyscyplinie mistrzostwo Litwy. W 1960 ukończył fizykę w Szawelskim Instytucie Pedagogicznym. W 1972 doktoryzował się w zakresie nauk technicznych w Kowieńskim Instytucie Politechnicznym. Początkowo pracował jako inżynier w fabryce, od 1963 do 1976 był zatrudniony w instytucie badawczym „Venta”. Następnie do 1990 pracował w Litewskiej Akademii Nauk, gdzie m.in. kierował departamentem w instytucie fizyki półprzewodników. W 1990 został nauczycielem akademickim na Uniwersytecie Wileńskim.
Był członkiem Komunistycznej Partii Związku Radzieckiego. Na początku lat 90. dołączył do postkomunistycznej Litewskiej Demokratycznej Partii Pracy. W latach 1992–1996 z jej ramienia sprawował mandat posła na Sejm. Był następnie doradcą prezydenta Algirdasa Brazauskasa oraz ministra spraw zagranicznych. W 1998 przystąpił do Litewskiego Związku Liberałów. W 2000 został wybrany do rady miejskiej w Wilnie. W tym samym roku ponownie wszedł w skład litewskiego Sejmu, w którym zasiadał do 2004. Od 2003 był członkiem Związku Liberałów i Centrum współtworzonego przez jego formację. Reprezentował krajowy parlament w Konwencie Europejskim. W 2006 był wśród założycieli Ruchu Liberalnego Republiki Litewskiej.
W 1997 został odznaczony Krzyżem Komandorskim Orderu Zasługi Rzeczypospolitej Polskiej.